# شاتو دو مون-سور-لوآر
شاتو دو مون-سور-لوآر (انگلیسی: Château de Meung-sur-Loire) یک شاتو-قلعه در کمون لوآره در فرانسه می باشد. این قلعه در قرن دوازدهم میلادی ساخته شد.